# Nomada albidemaculata
Nomada albidemaculata är en biart som beskrevs av Lozinski 1922. Nomada albidemaculata ingår i släktet gökbin, och familjen långtungebin. Inga underarter finns listade i Catalogue of Life.